# Geoffrey William Hugo Lampe
Geoffrey William Hugo Lampe (* 13. August 1912; † 5. August 1980) war ein britischer Theologe.
Lampe hat 1935 ein Studium der Literae humaniores und 1936 eines der Theologie am Exeter College, Oxford, absolviert. Von 1960 bis 1970 war er Ely Professor of Divinity, von 1971 bis 1979 Regius Professor of Divinity an der Universität Cambridge. Daneben war er Mitglied der General Synod der Church of England. Lampe ist insbesondere bekannt als Herausgeber des ursprünglich theologisch ausgerichteten Patristic Greek Lexicon. 1963 wurde er zum Mitglied (Fellow) der British Academy gewählt.

## Schriften
- The Seal of the Spirit. A study in the Doctrine of Baptism and Confirmation in the New Testament and the Fathers. Longmans, Green & Co 1951.
- The Resurrection. A Dialogue Between Two Cambridge Professors In A Secular Age. Mowbray 1966.
- A Patristic Greek Lexicon. Oxford: Oxford University Press 1969. ISBN 0-198-64213-X
- The Phenomenon Of Christian Belief. Mowbray 1970.
- The Cambridge History of the Bible: West from the Fathers to the Reformation, Bd. 2. Cambridge: Cambridge University Press 1975.
- God as Spirit. Oxford: Clarendon Press 1977 (The Bampton Lectures 1976).